# روي باركروفت
روي باركروفت (بالإنجليزية: Roy Barcroft)‏ مواليد 7 سبتمبر 1902 في دراب أورتشارد، الولايات المتحدة - الوفاة 28 نوفمبر 1969 في لوس أنجلوس، كاليفورنيا، الولايات المتحدة، هو ممثل أمريكي بدأ مسيرته الفنية سنة 1937. شارك في قرابة 300 فلما. من أعماله أوكلاهوما. امتدت مسيرته الفنية لأكثر من 32 عاما.

## روابط خارجية
- روي باركروفت على موقع IMDb (الإنجليزية)
- روي باركروفت على موقع ألو سيني (الفرنسية)
- روي باركروفت على موقع تيرنر كلاسيك موفيز (الإنجليزية)
- روي باركروفت على موقع أول موفي (الإنجليزية)
- روي باركروفت على موقع قاعدة بيانات الأفلام السويدية (السويدية)
- روي باركروفت على موقع قاعدة بيانات الفيلم (الإنجليزية)
- روي باركروفت على موقع كينوبويسك (الروسية)